# Jean Dufresne
Jean Dufresne [žán dyfren] (14. února 1829, Berlín – 13. dubna 1893, tamtéž) byl německý šachový mistr, šachový skladatel a publicista. Byl žákem Adolfa Anderssena, se kterým sehrál roku 1852 v Berlíně tzv. nevadnoucí partii (Evergreen Game).
Dufresne byl neúspěšný spisovatel píšící pod pseudonymem E. S. Freund. Jako šachový publicista však napsal několik vynikajících šachových knih, z nichž především Kleines Lehrbuch des Schachspiels (1881, Malá učebnice šachu), známá v Německu jako Der kleine Dufresne, vyšla během následujících deseti let v šesti vydáních. Napsal také ve své době populární knihu o Paulu Morphym Paul Morphy's Schachwettkampfe (1859, Morphyho šachové zápasy).
V oblasti kompozičního šachu je Dufresne autorem třídílné publikace Sammlung leichterer Schachaufgaben (Sbírka lehkých šachových úloh), jejíž jednotlivé díly vyšly v letech 1881, 1882 a 1887.